# Geografija Škotske
Geografija Škotske je raznolika, od podeželskih nižin do neokrnjenih višav in od velikih mest do redko poseljenih otokov. Škotska, ki leži v severni Evropi, obsega severni del otoka Velika Britanija ter 790 okoliških otokov, ki obsegajo glavne arhipelage: Shetlandski otoki, Orkneyjski otoki ter Notranji Hebridi in Zunanji Hebridi. Edina kopenska meja je z Anglijo, ki je dolga 154 kilometrov v severovzhodni smeri od Solway Firth na zahodu do Severnega morja na vzhodni obali. Otok Irska, ločen s Severnim prelivom, leži 13 navtičnih milj (24 kilometrov) od mesta Mull of Kintyre na škotski celini. Norveška je 350 km severovzhodno od Škotske čez Severno morje. Atlantski ocean, ki obroblja obalo zahodne in severne Škotske ter njenih otokov, vpliva na zmerno, morsko podnebje v državi.
Škotska obsega večino gorskega ozemlja v Združenem kraljestvu. Topografijo Škotske odlikuje Highland Boundary Fault (prelom Škotskega višavja), ki prečka škotsko celino od Helensburgha do Stonehavena. Prelomnica ločuje dve izrazito različni fiziografski regiji; in sicer visokogorje na severu in zahodu ter nižavje na jugu in vzhodu. Bolj razgibana regija Highland (Višavje) obsega večino goratega reliefa Škotske, vključno z najvišjim vrhom Ben Nevisom.
Nižinska območja v južnem delu Škotske so bolj ravna in dom večine prebivalstva, zlasti ozek pas zemlje med Firth of Clyde in Firth of Forth, znan kot Central Belt. Glasgow je največje mesto na Škotskem, čeprav je Edinburg glavno mesto in politično središče države. Medtem ko so nižine manj dvignjene, so vzpetine in gorati tereni v Južnem višavju.
Obilje naravnih virov, kot so premog, železo in cink, je znatno prispevalo k industrijski rasti Škotske v 19. in zgodnjem 20. stoletju. Danes je energija glavna sestavina škotskega gospodarstva. Medtem ko je Škotska velika proizvajalka nafte, se je proizvodni potencial obnovljive energije v zadnjih letih izkazal kot pomembno gospodarsko in okoljsko vprašanje.

## Geologija in morfologija
Površina Škotske je 30.090 kvadratnih 77.900 km², kar je 32 % površine Združenega kraljestva (UK). Celinski del Škotske ima 9910 km obale.
Morfologija Škotske je nastala zaradi delovanja tektonskih plošč in kasnejše erozije, ki je nastala zaradi poledenitve. Glavna delitev Škotske je Highland Boundary Fault, ki ločuje ozemlje na 'višavje' na severu in zahodu ter 'nižavje' na jugu in vzhodu. Škotsko višavje je večinoma gorato in tvori najvišjo lego v Združenem kraljestvu: razpolavlja ga Great Glen v pogorju Grampian na jugovzhodu in severozahodno višavje. Škotsko nižavje je mogoče nadalje razdeliti na Južno višavje, območje valovitega kmetijskega zemljišča in visokega barja, ter nižinsko kmetijsko zemljišče osrednjega pasu in vzhodne Škotske.
Škotska ima za območje svoje velikosti neprimerljivo raznoliko geologijo.
Najstarejše kamnine Škotske so lewiški gnajsi, ki so nastali v predkambriju, pred 3 milijardami let. Sodijo med najstarejše kamnine na svetu. V predkambriju so se odložili tudi toridonski peščenjaki in superskupina Moine. V kambrijskem obdobju so nastali nadaljnji sedimentni nanosi, od katerih so se nekateri metamorfizirali v Dalradijsko serijo. Območje, ki bo postalo Škotska, je bilo v tem času blizu južnega tečaja.
V silurskem obdobju (439–409 Ma) je bilo območje, ki je postalo Škotska, del kratona Lavrencija. Na drugi strani Japetovega oceana na jugu je bila celina Baltika. Dve celini sta postopoma trčili in Škotsko združili v območje, ki bo postalo Anglija in Evropa. Ta dogodek je znan kot kaledonska orogeneza in prelom Highland Boundary Fault označuje to spajanje celin. Silurske kamnine tvorijo Južno višavje Škotske, ki je bilo med trkom potisnjeno navzgor z morskega dna. Zaradi tega trka je bilo tudi višavje potisnjeno navzgor in je bilo v tem času morda tako visoko kot današnje Alpe. Stari rdeči peščenjaki so bili v tem obdobju položeni v nižinah. Vulkanska aktivnost se je zgodila po vsej Škotski kot posledica trka tektonskih plošč z vulkani na južnem Škotskem in magmatskimi komorami na severu, ki danes tvorijo granitne gore, kot je Cairngorms.
V karbonskem obdobju (363–290 Ma) je Škotska ležala blizu ekvatorja. V tem času je prišlo do več sprememb morske gladine. Od tega časa izvirajo nahajališča premoga v Lanarkshiru in nadaljnje sedimentne usedline. Več vulkanske dejavnosti je med drugimi hribi oblikovalo Arthur's Seat v Edinburghu. Do triasa je bila Škotska puščava, od koder so na jugozahodu izvirali veliki izdanki peščenjaka. Čeprav bi se nad Škotsko odložile velike usedline krednih kamnin, te niso preživele erozije, tako kot krede v Angliji.
V terciarnem obdobju so se tektonske plošče ponovno premikale in se z nastankom Atlantskega oceana ločile na sodobno Severno Ameriko in Evropo. Razcep se je zgodil zahodno od Škotske, pri čemer je ostala veriga nekdanjih vulkanskih najdišč skozi Hebride, vključno s Skye in St. Kilda. To je bilo zadnje obdobje oblikovanja kamnin na Škotskem.

## Fizična geografija

### Glavne točke
Glavne točke škotske celine so:
- Sever: Easter Head, Dunnet Head, Caithness
- Vzhod: Keith Inch, Peterhead, Aberdeenshire
- Jug: Mull of Galloway, Dumfries in Galloway
- Zahod: Corrachadh Mòr, Ardnamurchan (rt), Lochaber

Pogosto se napačno trdi, da je John o' Groats najsevernejša točka celinske Škotske. Beseda pred zvezo John o' Groats to Maidenkirk je bila škotska enakovrednost britanskega Land's End za John o' Groats.
Skrajne točke Škotske, vključno z oddaljenimi otoki, so:
- Sever: Out Stack, severno od Unsta, Shetlandski otoki
- Vzhod: Bound Skerry, Out Skerries, Shetlandski otoki
- Jug: Mull of Galloway, Dumfries in Galloway
- Zahod: Bodisi Rockall (pripojen leta 1972 nekdanjemu Inverness-shiru), katerega mednarodni status je sporen, bodisi Soay, St. Kilda, Zahodni otoki

Geografsko središče Škotske leži nekaj milj od vasi Newtonmore v Badenochu, daleč severno od središča sodobnega prebivalstva. Samo geografsko središče celine leži blizu vrha Schiehallion.

### Raba zemljišča
Skupna površina Škotske je 8.023.947 hektarjev. Trave in pašniki predstavljajo 67 % površine, gozdovi in gozdovi 17 %, razvoj mest 8 %, posevki in praha 7 %, druga kmetijska zemljišča pa 2 %.

### Topografija, gore in hribi
Škotska ima najbolj gorat teren v Veliki Britaniji. Velik del najvišjih gora leži severno in zahodno od preloma Highland Boundary Fault v severozahodnem višavju in pogorju Grampian. Nazobčani Cuillin na otoku Skye predstavlja veliko gorovje, ki ni na škotski celini. Ben Nevis, ki je na zahodnem koncu pogorja Grampian, na nadmorski višini 1345 m, je najvišja gora na Škotskem in v Veliki Britaniji. Ben Macdui in Braeriach sta drugi oziroma tretji najvišji vrh na Škotskem. Oba sta v Cairngormsu, gorovju v Vzhodnem višavju, ki je najvišje gorsko območje v Veliki Britaniji.
Na jugu Škotske leži Južno višavje, velika, razgibana hribovita pokrajina, ki je manj razgibana in bolj gozdnata kot Škotsko Višavje. Najvišji hrib v tem območju je Merrick, ki je visok 843 m.
Tudi v osrednjem nižavju Škotske so hribi položnejši, griči valoviti. Takšna območja vključujejo Ochil Hills blizu Stirlinga, Campsie Fells zunaj Glasgowa in Lomond Hills v Fife.
Gore na Škotskem so razvrščene glede na višino. Vrhovi nad 914,4 m (3000 ft) so znani kot Munro. Na Škotskem je 282 Munrosov, vsi v višavju. Corbett so vrhovi z nadmorsko višino med 762,0 in 914,4 m (2500 in 3000 ft), z relativno višino vsaj 152,4 m (500 ft). Razvrstitev vrhov na Škotskem redno pregleduje Škotski Planinski klub (Scottish Mountaineering Club).

### Obala
Celinska Škotska ima 9910 km obale. Vključno s številnimi otoki se to poveča na približno 18.672 km. Zlasti zahodna obala je močno razčlenjena z dolgimi rti, ločenimi s fjordom podobnimi morskimi jezeri. Vzhodna obala je bolj pravilna, z nizom velikih estuarijskih zalivov ali firth in dolgimi peščenimi plažami, na primer v Aberdeenu. Deli škotske obale so sestavljeni iz formacije machair (pašniških sipin), ki je nastal, ko se je gladina morja umirila.
Vzhodna obala ima več pomembnih estuarijev in je dom naravnih rezervatov, vključno z estuarijem Ythan in Fowlsheugh, ki sta bila označena kot mednarodno pomembni območji za ptice.
Firthi okoli škotske obale vključujejo Solway Firth, Firth of Clyde in Firth of Lorne na zahodni obali ter Cromarty Firth, Moray Firth, Firth of Tay in Firth of Forth na vzhodni obali. Pentland Firth ni zaliv, ampak morski preliv, ki ločuje Orkneyjske otoke od celine.
Med večjimi morskimi jezeri so Loch Fyne, Loch Long, Loch Ryan, Loch Linnhe, Loch Torridon, Loch Ewe in na otoku Lewis in Harris Loch Seaforth.

### Otoki
Škotska ima več kot 900 otokov, od katerih jih je več kot 100 naseljenih. Večina otokov je ob severni in zahodni obali države. Severne in zahodne otoke Škotske lahko najdemo v treh glavnih skupinah: Shetlandski ototki, Orkneyjski otoki in Hebridi, ki jih lahko razdelimo na Notranje Hebride in Zunanje Hebride. Shetland in Orkney se skupaj s Fair Isle in Stromo imenujejo Severni otoki. S skupno površino 2200 km² je Lewis in Harris največji škotski otok.
Številne od teh obalnih otokov preplavljajo močne plime in plimovanje Corryvreckan med Scarbo in Juro je eden največjih vrtincev na svetu. Druge močne plime najdemo v Pentland Firthu med celinsko Škotsko in Orkneyjem ter Grey Dog med Scarbo in Lungo. Obstajajo tudi številne skupine otokov v Firth of Forth in Firth of Clyde ter v sladkovodnih jezerih, kot sta Loch Lomond in Loch Maree. Odročni otoki so St. Kilda in Rockall, katerih status je sporen.
Škotski otoki imajo raznoliko topografijo. Mull, Skye in Arran so znani po svojem goratem terenu, medtem ko sta Tiree in Coll ravna ali nizko ležeča. Osupljive topografske razlike so vidne znotraj samih otoških skupin; na Orkneyju je otok Hoy bolj hribovit in razgiban od okoliških otokov, Harris pa bolj gorat kot Lewis, North Uist, South Uist in Barra v Zunanjih Hebridih. Islayev teren je položen in valovit; vendar je njen sosed Jura gorat in razgiban. Rùm in Eigg prikazujeta razgiban teren; bližnja Canna in Muck sta bolj položna.

## Reke
Deset glavnih škotskih rek po dolžini so:
- Reka Tay 190 km
- Reka Spey 172 km
- Reka Clyde 171 km
- Reka Tweed 156 km
- Reka Dee 137 km
- Reka Don 132 km
- Reka Forth 105 km
- Reka Findhorn 101 km
- Reka Deveron 98 km
- Reka Annan 80 km

Razvodnica med rečnimi sistemi, ki tečejo proti zahodu v Atlantski ocean in vzhodno v Severno morje, je dolga 1199 km.

### Lochs (jezera)
Sladkovodna telesa na Škotskem so znana kot loch, z izjemo jezera Menteith in enega ali dveh umetnih jezer. 90 % količine stoječe sladke vode v Veliki Britaniji leži na Škotskem. Loch Lomond je po površini največje sladkovodno telo v Veliki Britaniji, čeprav je Loch Ness s kapaciteto 7,4 km³ največje. Vode v jezeru Loch Ness je skoraj dvakrat več kot v vseh jezerih Anglije in Walesa skupaj in je po prostornini največje jezero na Britanskem otočju.
- Loch Lomond 71 km²
- Loch Ness 57 km²
- Loch Awe 39 km²
- Loch Maree 28 km²
- Loch Morar 27 km²
- Loch Tay 26 km²
- Loch Shin 23 km²
- Loch Shiel 20 km²
- Loch Rannoch 19 km²
- Loch Ericht 19 km²

## Podnebje
Podnebje Škotske je zmerno in zelo spremenljivo, vendar redko ekstremno. Škotska je segreta zaradi severnoatlantskega toka in glede na severno lego države ima veliko blažje razmere kot območja na podobnih zemljepisnih širinah, kot je Labrador v Kanadi, kjer so pozimi ledene gore običajna značilnost.
Povprečne temperature so nižje kot v preostali Veliki Britaniji, z najnižjo temperaturo v Združenem kraljestvu −27,2 °C, zabeleženo v Braemarju v gorovju Grampian, 10. januarja 1982 in tudi v Altnaharri, Highland, 30. december 1995. Zimske najvišje temperature so v povprečju od 5,0 do 5,7 °C, poletne najvišje temperature pa v povprečju od 14,9 do 16,9 °C. Zahodna obalna območja Škotske so zaradi vpliva atlantskih tokov in nižjih površinskih temperatur Severnega morja toplejša od vzhodnih in celinskih območij; vendar je med redkimi vročimi obdobji zahod hladnejši od vzhoda. Najvišja zabeležena temperatura je bila 32,9 °C v Greycrooku na škotskih mejah 9. avgusta 2003. Območja, kot sta vrt Inverewe na severozahodu in botanični vrt Logan na jugozahodu, imajo dovolj toplo mikroklimo, da tu rastejo palme.
Skupna količina padavin se po Škotski zelo razlikuje – zahodno Škotsko višavje je eno najbolj mokrih območij v Združenem kraljestvu z letno količino padavin do 4577 mm. Zaradi gorate topografije zahodnega višavja je ta vrsta padavin po naravi orografska, pri čemer se mora topel, moker zrak ob stiku z gorato obalo dvigniti, kjer se posledično ohladi in kondenzira ter tvori oblake. Za primerjavo, večji del vzhodne Škotske prejme manj kot 870 mm letno; leži v padavinski senci zahodnega višavja. Mesto Dunbar, vzhodno od Edinburgha, ima letno količino padavin le 560,18 mm, manj kot Barcelona. V nižinah je sneženje redkejše, z višino pa postaja pogostejše. Deli visokogorja imajo v povprečju od 36 do 60 snežnih dni na leto, medtem ko imajo nekatera zahodna obalna območja od 0 do 6 dni s snegom na leto. Najbolj zasneženo mesto na Škotskem je gorovje Cairngorm.
Hebridski otok Tiree je prejel skupaj 329 sončnih ur maja 1946 in ponovno maja 1975, kar je največje število sončnih ur, ki so jih kdaj zabeležili v enem mesecu na Škotskem. Na najdaljši dan v letu nad severnimi škotskimi otoki ni popolne teme. Lerwick v Shetlandih ima sredi poletja štiri ure več dnevne svetlobe kot London, čeprav je to sredi zime obrnjeno. Letno povprečno skupno število sončnih žarkov se giblje od le 711–1140 ur v višavju in na severozahodu do 1471–1540 ur na skrajnih vzhodnih in jugozahodnih obalah.
Tako kot na preostalem Britanskem otočju prevladuje veter z jugozahoda, ki prinaša topel, moker in nestabilen zrak iz Atlantika. Najbolj vetrovna območja Škotske so na severu in zahodu, z deli Zunanjih Hebridov, Orkneyjev in Shetlandov, ki doživljajo več kot 30 dni z nevihtami na leto. Močne atlantske depresije, znane tudi kot evropske nevihte, so pogosta značilnost jeseni in zime na Škotskem.

## Družbena geografija
Po podatkih generalnega matičnega urada za Škotsko je skupno število prebivalcev Škotske junija 2008 znašalo 5.168.500, kar je 2,1-odstotno povečanje od popisa aprila 2001. Delež Škotske v prebivalstvu Združenega kraljestva v zadnjih letih upada in znaša nekaj več kot 8,5 % zaradi različnih stopenj rasti v matičnih državah. Vendar pa sta naraščajoča stopnja rodnosti in višje stopnje priseljevanja na Škotsko obrnila upad in prispevala k nedavni rasti prebivalstva.
V primerjavi s preostalo Evropo ima Škotska nizko gostoto prebivalstva s 65 ljudmi na kvadratni kilometer. Vendar je Škotska visoko urbanizirana država, saj 82 % prebivalstva živi v naseljih s 3000 ali več prebivalci. Posledično večina prebivalstva živi v osrednjem Škotskem nižavju, ki obdaja glavni mesti Glasgow in Edinburgh. Druge koncentracije prebivalstva so severovzhodna obala Škotske – predvsem okoli mesta Aberdeen in njegove okolice – ter okolico Invernessa. Z gostoto prebivalstva 8 ljudi na kvadratni kilometer je Višavje najredkeje poseljen del države in eno najredkeje poseljenih območij v Evropi. Na teh območjih je prebivalstvo razpršeno po vaseh, manjših mestih in osamljenih kmetijah ali posestih.
Skoraj 100 škotskih otokov je naseljenih, najbolj naseljen je otok Lewis in Harris z 21.031 prebivalci leta 2011, predvsem okoli Stornowaya, edinega mesta Zunanjih Hebridov. Druge otoške populacije segajo do zelo nizkih ravni na nekaterih majhnih otokih. Med letoma 1991 in 2001 se je skupno število ljudi, ki so živeli na škotskih otokih, zmanjšalo za 3 %. Nasprotno pa so otoki, kot so Tiree, Skye in Eigg, v istem desetletju doživeli povečanje števila svojih prebivalcev.
Na Škotskem je osem mest; Glasgow, Edinburgh, Aberdeen, Dundee, Inverness, Perth, Dunfermline in Stirling. Popis prebivalstva leta 2001 je Glasgow opredelil kot največje mesto na Škotskem s skupno 629.501 prebivalci, medtem ko je imela škotska prestolnica Edinburg istega leta 448.624 prebivalcev. Med letoma 1991 in 2001 se je število prebivalcev Edinburgha in Stirlinga povečalo za 2,9 % oziroma 6,5 %. Inverness je v istem obdobju doživel rast prebivalstva za več kot 10 %. Istočasno so Glasgow, Dundee in Aberdeen priča upadu prebivalstva. Poleg mest so največjo rast prebivalstva med popisom zabeležili v lokalnih oblasteh West Lothian, East Lothian, Aberdeenshire ter Perth in Kinross. Zahodni otoki so med letoma 1991 in 2001 zabeležili 9,8-odstotno zmanjšanje prebivalstva.